# 李國相
李國相，字敬公，陝西富平縣人，湖廣衡陽縣籍，明末清初文人，崇禎壬午湖廣舉人，入清隱居不出。

## 生平
崇禎十五年（1642年）舉壬午科湖廣鄉試。崇禎十六年（1643年）八月，張獻忠陷衡陽，授以官職，李國相堅決不受。入清，轉徙山谷。萬年建小室，植桃數株，稱「桃塢老人」。